# Тверская (станция метро)
«Тверска́я» — станция Замоскворецкой линии Московского метрополитена. Расположена между станциями «Маяковская» и «Театральная». Находится на территории Тверского района Центрального административного округа города Москвы. Конструкция станции — пилонная трёхсводчатая глубокого заложения.
Будучи станцией глубокого заложения, открыта 20 июля 1979 года впервые в мире на действующем перегоне «Маяковская» — «Театральная» без остановки движения поездов и строительства обходных тоннелей. Своё нынешнее название получила по Тверской улице (первоначальное название — «Горьковская»). Станция имеет пересадки на станции «Пушкинская» Таганско-Краснопресненской линии и «Чеховская» Серпуховско-Тимирязевской линии.

## История
По планам 1932 года на участке «Охотный Ряд» (сооружена как «Площадь Свердлова») — «Садово-Триумфальная площадь» (сооружена как «Маяковская») Тверского радиуса планировалось построить две станции — «Моссовет» и «Страстная площадь» (по прежнему названию Пушкинской площади). В 1934 году станция «Моссовет» была исключена, а вторая осталась под названием «Пушкинская площадь». В 1935 году отказались и от «Пушкинской площади», но оставили под неё задел.
Станция предусматривалась к строительству по планам 1957 года, однако работы начались только в 1970-х годах. Планом развития Московского метрополитена предусматривалось продление Ждановско-Краснопресненской линии к Пушкинской площади. С целью обеспечить пересадку с неё на Горьковско-Замоскворецкую линию требовалось встроить станцию на действующем перегоне «Маяковская» — «Площадь Свердлова». Перспективная Тимирязевская линия тоже должна была иметь станцию с пересадкой на «Горьковскую» и «Пушкинскую». Трассы трёх линий проходят на разной глубине: ближе к поверхности — Горьковско-Замоскворецкая линия, ниже — Ждановско-Краснопресненская линия, ещё ниже — Тимирязевская. Станции расположены треугольником.
В 1975 году была открыта станция «Пушкинская», а также в ходе строительства этой станции были построены эскалаторный наклон «Горьковской» и переход между этими станциями. Изначально планировалось вести строительство через новый шахтный ствол и перевести движение поездов на временные обходные тоннели. Однако созданию нового шахтного ствола мешала плотная застройка, а строительство обходных тоннелей оказалось сложным в неблагоприятных геологических условиях. В итоге было решено строить станцию без обходных тоннелей с шахтного ствола «Пушкинской».
Строительство станции «Горьковская» включало в себя следующие этапы:
1. Сооружение среднего станционного тоннеля, который позже станет центральным залом станции.
2. Проходка штолен под опоры сводов боковых станционных тоннелей.
3. Бетонирование опор сводов боковых тоннелей.
4. Проходка боковых тоннелей до уровня пят сводов.
5. Работы в боковых станционных тоннелях.
6. Раскрытие станционных проёмов, гидроизоляция обделок, монтаж платформ, навеска зонтов.
7. Демонтаж действующих тоннелей, завершение монтажа платформ, замыкание зонтов.
8. Архитектурно-отделочные работы.

Станция была открыта 20 июля 1979 года вместе с переходом на «Пушкинскую» и выходом в северном торце. «Горьковская» стала 108-й станцией Московского метрополитена.
Южный торец временно был глухим. В 1981 году было начато строительства перехода на «Чеховскую» в южном торце. За торцевой стеной шло продление среднего зала, затем начался монтаж эскалаторов. Также в отдалённой перспективе предполагалось строительство совмещённого вестибюля «Горьковской» и «Чеховской» во дворе гостиницы «Центральная», неподалёку от Тверской площади, выход в который должен был осуществляться из ныне существующей переходной камеры между этими станциями. При этом должен был быть построен переходный коридор из центрального зала «Чеховской» в боковые залы «Горьковской». В 1987 году был открыт переход на «Чеховскую».
До 5 ноября 1990 года станция носила название «Горьковская» по бывшему названию Тверской улицы и в честь писателя Максима Горького, памятник которому работы В. М. Клыкова стоит в переходе между этой станцией и станцией «Чеховская».

## Архитектура и оформление
Конструкция станции — пилонная трёхсводчатая глубокого заложения (глубина заложения — 42 метра). Сооружена по индивидуальному проекту. Авторы — Р. И. Семерджиев, Б. И. Тхор, Н. Е. Шретер, В. А. Черёмин, П. Кирюшин.
Стены отделаны светло-серым мрамором, пол выложен красным гранитом. Оформление станции посвящено произведениям Максима Горького, имя которого первоначально носила станция; автор оформления — В. М. Клыков. Горькому посвящена также скульптурная композиция, располагавшаяся в торце центрального зала. После открытия пересадки на станцию «Чеховская» она была перемещена в зал между эскалаторными наклонами перехода.
Совмещённый подземный вестибюль «Тверской» и «Пушкинской» расположен под Пушкинской площадью. Вестибюль представляет собой два обширных прямоугольных зала, связанных между собой широкими короткими проходами. Между проходами находится большой прямоугольный блок, занятый кассами и другими служебными помещениями. В кассовый зал выходит витрина торгового комплекса «Тверской пассаж» и вход-выход к его подземным торговым залам. По шестиметровым межэтажным эскалаторам типа ЛТ-5 из этого аванзала можно подняться в цокольное помещение комплекса «Известий». В эскалаторном зале расположены верхние арки эскалаторных тоннелей на обе станции. На «Тверскую» ведут три эскалатора типа ЛТ-3 высотой 36 метров, установленные в 1979 году.
У обоих залов вестибюля низкие ребристые потолки с мощными балками перекрытия. По срединной оси залов потолки поддерживаются рядами колонн (прямоугольных в кассовом зале, и круглых в эскалаторном). Между колонн в кассовом зале протягивается линия входных турникетов на обе станции. Оба зала оформлены светлым, облачным и снежным слаборисунчатым мрамором месторождения Коелга, как и сами станции. Выходящая в зал стена «Тверского пассажа» облицована жёлто-оранжевым пятнистым камнем (т. н. мраморной брекчией). Пол выложен серым крупнозернистым камнем с включениями тёмно-серого диабаза и диорита разнообразной причудливой формы (т. н. ксенолитами).
Переход на «Пушкинскую» начинается в центре зала через камеру ниже уровня станции с двухленточными шестиметровыми межэтажными эскалаторами типа ЭТ-5 (установлены в 1979 году) в одну сторону на подъём и в другую на спуск. Из этой камеры к «Пушкинской» ведёт короткий широкий коридор. Он состоит из двух сводчатых проходов, промежуточной камеры и ещё двух сводчатых проходов. Переход заканчивается в западной половине «Пушкинской» лестницей на мостик через платформу и пути на «Котельники». Переход оформлен в стиле «Пушкинской»: беломраморная облицовка стен, на которых находятся бра-канделябры.
Переход на «Чеховскую» начинается в южном торце и состоит из двух эскалаторных спусков. В обоих наклонах — четырёхленточные эскалаторы типа ЭТ-5М, высотой 11,8 метров, установленные в 1987 году. В переходной камере ниже уровня станции установлен памятник Максиму Горькому.

## Станция в цифрах
- Код станции — 033[2].
- Пикет ПК010+30[18].
- По данным 1999 года, ежедневный пассажиропоток составлял 104 890 человек[19]. Согласно статистическому исследованию 2002 года, ежедневный пассажиропоток составлял: по входу — 105 500 человек, по выходу — 103 100 человек[20].
- Время открытия станции для входа пассажиров — 5 часов 30 минут, время закрытия — в 1 час ночи[21]. Во время проведения акции «Бессмертный полк» станция закрыта для остановки поездов.
- Таблица времени прохождения первого поезда через станцию[22]:

| По чётным числам                | Будние дни | Выходные дни |
| По нечётным числам              | Будние дни | Выходные дни |
| В сторону станции «Маяковская»  | 05:51:00   | 05:51:00     |
| В сторону станции «Маяковская»  | 05:51:00   | 05:51:00     |
| В сторону станции «Театральная» | 05:40:00   | 05:40:00     |
| В сторону станции «Театральная» | 05:40:00   | 05:40:00     |

## Расположение
Станция «Тверская» Замоскворецкой линии расположена между станциями «Маяковская» и «Театральная». Выход в город осуществляется через северный вестибюль, встроенный в здание издательства «Известия» и совмещённый с вестибюлем станции «Пушкинская», а также подземным переходом на Тверскую улицу и Пушкинскую площадь.
Из центра зала по эскалаторным наклонам можно осуществить пересадку на станцию «Пушкинская» Таганско-Краснопресненской линии. В южном торце зала имеется переход на станцию «Чеховская» Серпуховско-Тимирязевской линии.

## Наземный общественный транспорт
На этой станции можно пересесть на следующие маршруты городского пассажирского транспорта:
- Автобусы: м1, м5, м40, е30, с344, с511, н1, н10, н12

## Происшествия
8 августа 2000 года, в 17:55, в подземном переходе под Пушкинской площадью, со стороны выхода к торговому центру «Галерея Актёр», произошёл взрыв. Жертвами взрыва стали 13 человек, из которых 7 погибли на месте, а 6 впоследствии скончались в медицинских учреждениях. 118 человек пострадали. Взрывной волной было разрушено большинство торговых павильонов в переходе, а также повреждены конструкции самого перехода. Преступление не было раскрыто, и в 2006 году уголовное дело было приостановлено в связи с предполагаемой гибелью исполнителей теракта, о чём заявил прокурор Москвы Юрий Сёмин.

## Галерея
| - Зал станции - Посадочная платформа - 81-717/714 на платформе - Строительство |